# 分水江

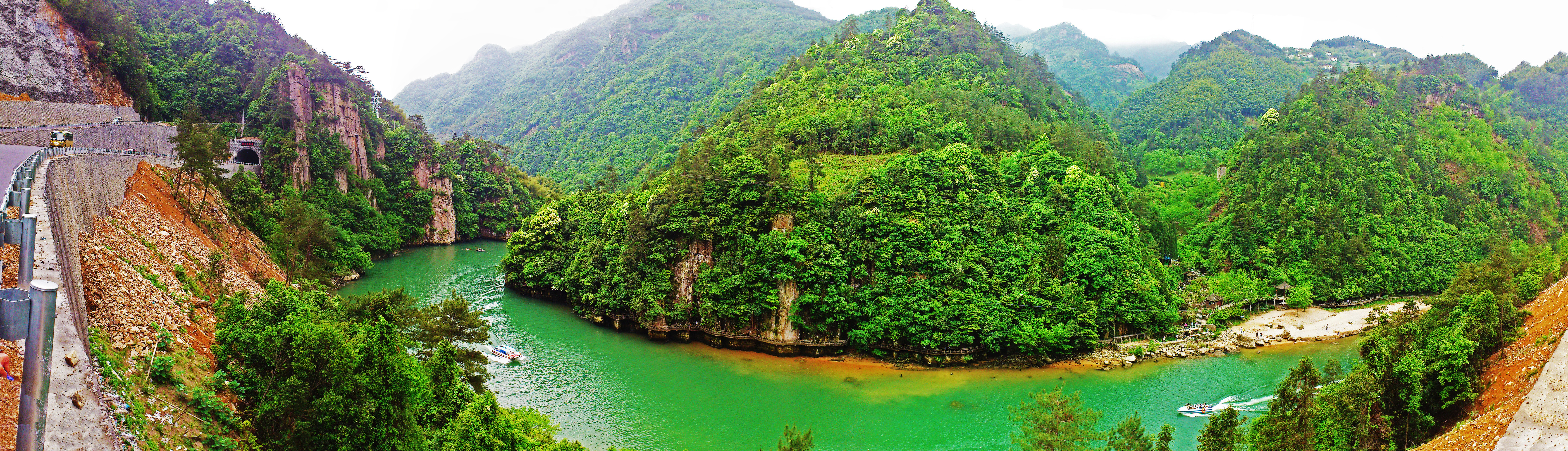
上游浙西大峡谷河段

分水江，流经中华人民共和国安徽省东南部和浙江省西北部的一条河流，是富春江左岸支流，源流也称后溪，发源于安徽省宣城市绩溪县荆州乡方家湾村西北的云山岭，蜿蜒向东北流至浙江省杭州市临安区岛石镇呼日村转东南流，以下河段又称昌北溪，经华光潭一、二级水电站、浙西大峡谷，于龙岗镇右纳昌西溪后干流又称昌化溪，继续向东南流至潜川镇紫溪村以东左纳天目溪后干流始称“分水江”。干流继续东南流经分水江水库、桐庐县分水镇、瑶琳镇、横村镇、旧县街道等地，最后于桐庐县城桐君街道东门码头汇入富春江。河长164千米，流域面积3,444平方千米，年均径流量31.8亿立方米。分水江流域是浙江省暴雨中心之一，洪水多发。